# サッカーナウル代表
サッカーナウル代表（サッカーナウルだいひょう）は、ナウルサッカー協会 (NASA)によって構成されるナウルのサッカーのナショナルチームである。
国際サッカー連盟（FIFA）およびオセアニアサッカー連盟（OFC）には未加盟のため、FIFAワールドカップ並びにOFCネイションズカップに参加する事は出来ない。

## 歴史
代表チームは1994年10月2日、デニゴムドゥ地区でソロモン諸島代表と親善試合を行なっている。この試合は、初めてOFCによって認められた国際Aマッチとなった。この試合で、代表チームはメラネシア・カップの1994年大会で優勝を果たしていたソロモン諸島に2-1で勝利を収めた。これ以降は試合を行なっていないため、代表チームの勝率は100%を維持している。